# Canicattini Bagni
Canicattini Bagni is een gemeente in de Italiaanse provincie Syracuse (regio Sicilië) en telt 7415 inwoners (31-12-2004). De oppervlakte bedraagt 15,1 km², de bevolkingsdichtheid is 491 inwoners per km².

## Demografie
Canicattini Bagni telt ongeveer 2924 huishoudens. Het aantal inwoners daalde in de periode 1991-2001 met 0,2% volgens cijfers uit de tienjaarlijkse volkstellingen van ISTAT.
| Jaar | Inwoneraantal |
| ---- | ------------- |
| 1991 | 7535          |
| 2001 | 7519          |

## Geografie
De gemeente ligt op ongeveer 362 m boven zeeniveau.
Canicattini Bagni grenst aan de volgende gemeenten: Noto, Syracuse.

## Geboren
- Giovanni Boncoraggio (1831-1910), roverhoofdman